# Spendrups

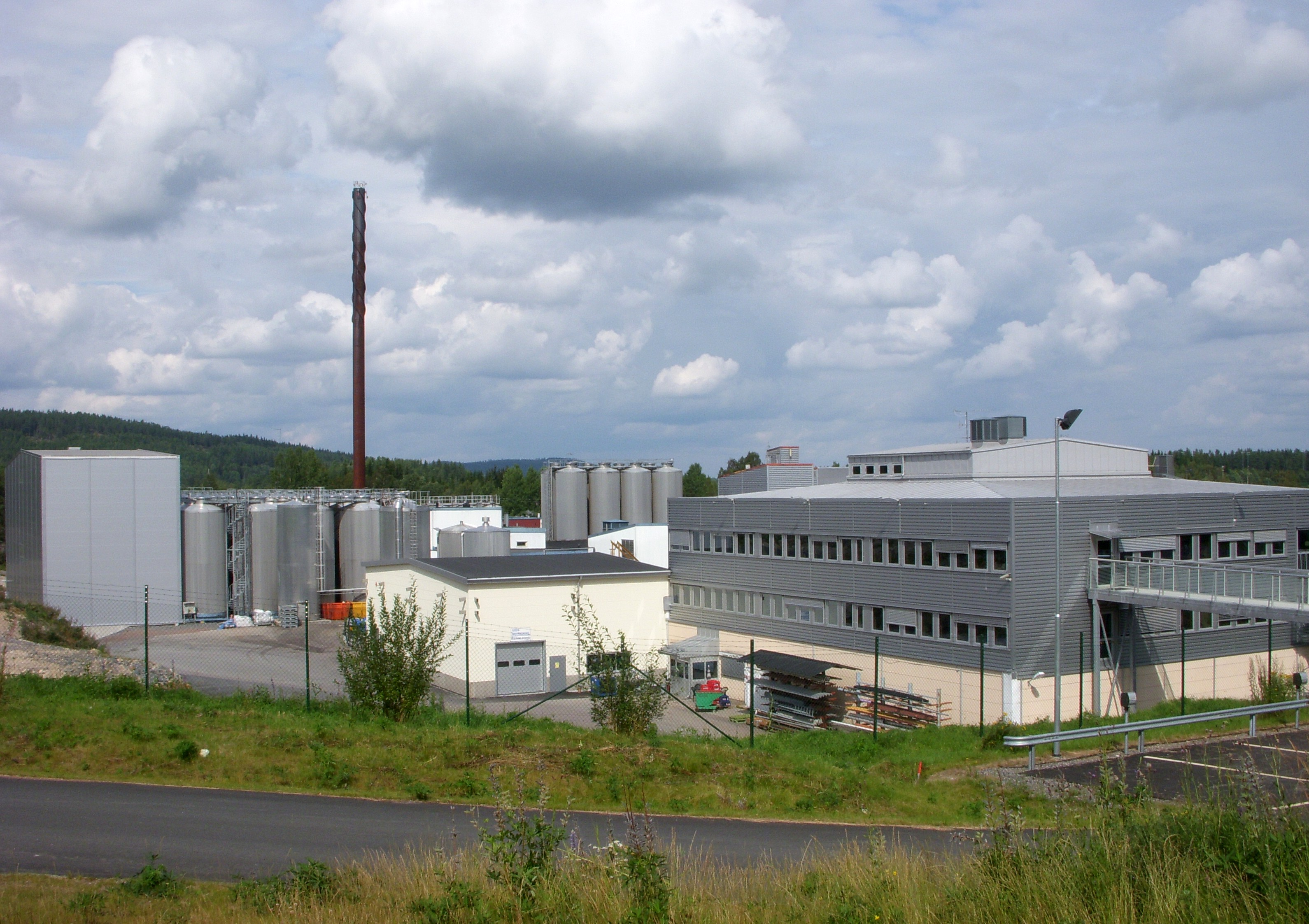
Spendrups bryggerier i Grängesberg.

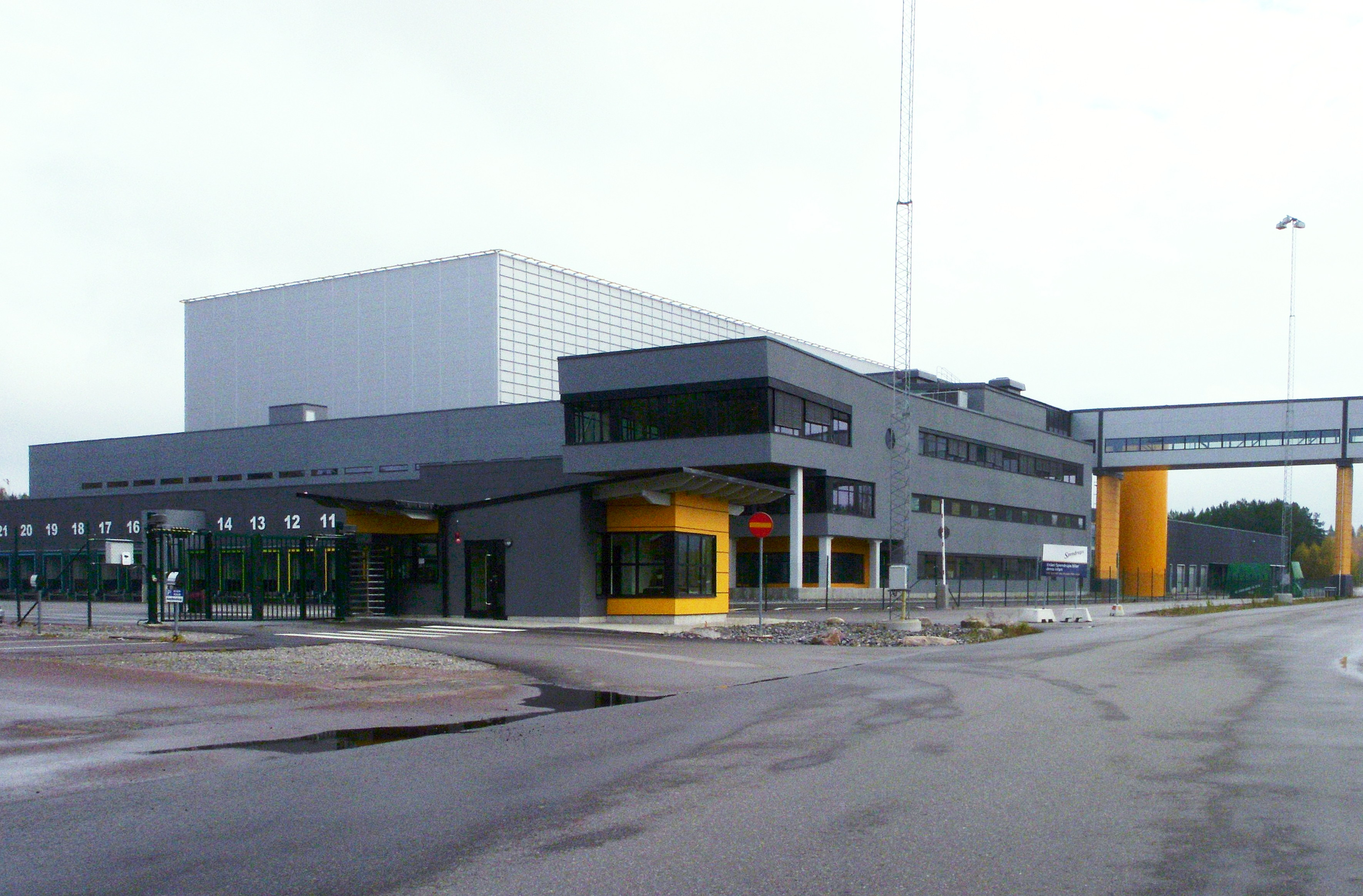
Nya anläggningen i Grängesberg.

Spendrups Bryggeriaktiebolag är ett svenskt bryggeri, som grundades 1897 som Grängesbergs Bryggeri AB. I koncernen ingår även dotterbolagen Spring Wine & Spirits, Gotlands Bryggeri (sedan 1995), Hellefors Bryggeri (sedan 2008), Omaka (sedan 2019) och Grythyttans Glöggfabrik (sedan 2021). Totalt har Spendrupskoncernen omkring 1 100 medarbetare och omsätter 5 miljarder svenska kronor (2023).

## Allmänt
Huvudkontoret ligger i Stockholm i Stockholms kommun. Spendrups har fyra bryggerier som är belägna i Grängesberg, Hällefors, Visby (mikrobryggeriet Gotlands Bryggeri) och Stockholm (mikrobryggeriet Omaka). Samtliga bryggerier är BRC-certifierade (British Retail Consortium). Våren 2025 rankades Spendrups högst av samtliga dryckesföretag på Financial Times lista Europe´s Climate Leaders, efter 2024 års hållbarhetsrapport, som visar att Spendrups minskat sitt klimatavtrycket med mer än 90 procent i egen verksamhet, bland annat tack vare en ny kolsyreåtervinningsanläggning, som gjort Spendrups till mer än 50 självförsörjande på kolsyra, vilket sparat 2 500 ton CO2 under 2024.

## Försäljning
Under 2015 var Spendrups Systembolagets näst största leverantör med 12,5 % av marknaden för alla drycker som säljs på Systembolaget (öl, cider & blanddrycker, vin, sprit samt alkoholfritt). I varugruppen öl stod Spendrups för 21,6 % av produkterna (50 612 575 liter). Samma år såldes 859 488 liter cider och blanddrycker och 410 598 liter alkoholfria drycker från Spendrups på Systembolaget. För restaurangmarknaden finns det inte några officiella siffror. 
År 2016 var Spendrups störst på systembolaget med en ökning på 8,7 % och gick därmed om Carlsberg.

## Historik
Spendrups historia börjar år 1735 med anfadern Mads Pedersen som lämnade byn Spentrup i Danmark och flyttade till Köpenhamn och blev brännvinsbrännare. År 1855 flyttade Jens Fredrik Oscar Spendrup, barnbarnsbarn till Mads Pedersen, till Sverige och bosatte sig i Halland. Jens Fredrik Oscar Spendrup avled i Köpenhamn, Danmark, den 5 november 1897. Han var dock bosatt i Östra Karup (N, L) Sverige. År 1923 förvärvade Louis Spendrup, sonson till Jens Fredrik Oscar, Grängesbergs bryggeri i Grängesberg, Dalarna för 65 000 kr. 
År 1950 tog Jens Fredrik ”PO” Spendrup, son till Louis Spendrup, över bryggeriet och fördubblade omsättningen varje år under hela 1950-talet. År 1967 förvärvades Mariestads bryggeri och 1972 flyttas den verksamheten till Grängesberg. År 1976 blev bröderna Jens och Ulf Spendrup, söner till Jens Fredrik "PO" Spendrup, chefer för Grängesbergs Bryggeri. 
År 1979 lanserades första ölet med namnet "Spendrups" på Operakällaren i Stockholm.  
År 1980 förvärvades även Risingsbo ångbryggeri i Morgårdshammar. Spendrups flyttade Risingsbos verksamhet till Grängesberg 1989. År 1982 bytte Grängesbergs Bryggeri AB namn till Spendrups Bryggeri AB. År 1983 börsintroducerades företaget, men lämnade börsen igen 2001. 
År 1989 köpte Spendrups Kooperativa Förbundets bryggeriverksamhet, bestående av Wårby Bryggerier utanför Stockholm och Sollefteå Bryggeri (nuvarande Zeunerts bryggeri). Med på köpet i affären fick man bland annat varumärket Norrlands Guld och den svenska licensen för Pepsi. Bryggeriet i Sollefteå, där Norrlands Guld bryggdes från början, lades ner och såldes sedan vidare medan Vårbybryggeriet behölls.
I och med att det statliga vin- och spritmonopolet slopades 1995 på grund av EU-inträdet började Spendrups importera samt distribuera vin. 2001 startade företaget spritdistribution, och samma år började licenstillverkning av Heineken. Pepsi-licensen övertogs av Carlsberg Sverige 2000 men 2009 fick Spendrups in Schweppes i sitt sortiment.
2011 presenterade bryggeriet sina planer att lägga ner anläggningarna i Vårby och i Loviseberg i Tumba under 2012–2014 för att koncentrera tillverkningen till Grängesberg. Sista augusti 2013 upphörde verksamheten på bryggeriet i Vårby. I augusti 2022 flyttade huvudkontoret från Vårby till Sankt Eriksgatan i Stockholm.
Sommaren 2024 förvärvar Spendrups profilföretaget Swagg som är ett produktionsbolag specialiserat på profilprodukter och tryck och brodyr på textil och andra material.
Sedan september 2024 är Henrik Åström VD. Han efterträdde Fredrik Spendrup.

## Varumärken
Bland Spendrups egna varumärken finns bland annat Spendrups, Grängesberg, Norrlands Guld, Mariestads, Melleruds, Loka, Nygårda, Cuba Cola, Champis och Trocadero. Bland varumärken som företaget tillverkar under licens finns bland annat Heineken, El Coto och Cono Sur.